# روز جهانی هواشناسی
تاریخ تأسیس سازمان جهانی هواشناسی در ۲۳ مارس ۱۹۵۰ به عنوان روز جهانی هواشناسی نامگذاری شده‌است. این سازمان هر سال یک شعار برای روز جهانی هواشناسی را اعلام می‌کند و این روز در تمام کشورهای عضو سازمان جشن گرفته می‌شود. در ایران نیز سازمان هواشناسی کشور همه ساله ۲۳ مارس مصادف با سوم فروردین را که در سالهای کبیسه این روز مصادف با چهارم فروردین است بعنوان روز جهانی هواشناسی برگزار می‌کند. روز جهانی هواشناسی هر ساله در تاریخ ۲۳ مارس به وقوع می‌پیوندد تا تاریخ عضویت کشورها در کنوانسیون سال ۱۹۵۰ که سازمان جهانی هواشناسی را تأسیس کرد، جشن گرفته شود. این روز همچنین نشان دهنده سهمی است که خدمات ملی هواشناسی و هیدرولوژیکی به ایمنی و رفاه جامعه می‌انجامد. سازمان ملل روز جهانی هواشناسی را هر سال در حدود ۲۳ مارس برگزار می‌کند تا اعضاء به یاد داشته باشند استقرار سازمان هواشناسی جهانی را که در آن تاریخ در سال ۱۹۵۰ تأسیس شده‌است. به همین مناسبت بسیاری از فعالیت‌ها و رویدادهای مختلف برگزار می‌شود.

## پیشینه
روز جهانی هواشناسی فرصت‌های مختلفی از جمله کنفرانس‌ها، سمپوزیوم‌ها و نمایشگاه‌ها برای متخصصان هواشناسی، رهبران جامعه و عموم مردم را فراهم می‌کند. برخی از رویدادها به دنبال جذب رسانه‌ها برای بالا بردن جایگاه هواشناسی و تکریم هواشناسان هستند. جوایز بسیاری برای تحقیقات هواشناسی در روز جهانی هواشناسی ارائه شده یا اعلام می‌شود. این جوایز عبارتند از:
- جایزه سازمان بین‌المللی هواشناسی
- جایزه استاد دکتر ویلهو وایسالا
- جایزه بین‌المللی نوربرت گربیروموم

بسیاری از کشورها تمبرهای پستی یا علامت‌های لغو تمبر ویژه را برای جشن روز جهانی هواشناسی صادر می‌کنند. این تمبرها اغلب منافع رویداد را نشان می‌دهند یا دستاوردهای هواشناسی کشور را نشان می‌دهند.

## شعار امسال روز جهانی هواشناسی
طی سال‌های متمادی شعار جدید برای هر سال در روز جهانی هواشناسی اختصاص داده شده‌است. سال ۲۰۲۱ موضوع شعار روز جهانی هواشناسی اقیانوس،وضع هوا و اقلیم ما خواهد بود.

## شعارهای روز جهانی هواشناسی
تم‌های اخیر روز جهانی هواشناسی عبارتند از:
- ۲۰۲۱. «اقیانوس،وضع هوا و اقلیم ما»
- ۲۰۲۰. «اقلیم و آب»
- ۲۰۱۹. «خورشید، زمین و آب و هوا»
- ۲۰۱۸. «آماده باش جوی؛ هوشیاری اقلیمی»
- ۲۰۱۷. «درک بهتر ابرها»
- ۲۰۱۶. «اقلیم آینده: گرم‌تر، خشک‌تر و مرطوب‌تر»
- ۲۰۱۵. «دانش اقلیم‌شناسی برای عمل اقلیمی»
- ۲۰۱۴. «آب و هوا و اقلیم: مشارکت جوانان»
- ۲۰۱۳. «دیدبانی آب و هوا برای محافظت از زندگی و اموال مردم»
- ۲۰۱۲. «قدرتمند ساختن آینده با آب و هوا، اقلیم و آب»
- ۲۰۱۱. «اقلیم برای شما»
- ۲۰۱۰. «شست سال خدمات ایمنی و رفاه»
- ۲۰۰۹. «آب و هوا، اقلیم و هوایی که تنفس می‌کنیم»
- ۲۰۰۸. «مشاهده سیاره برای آینده بهتر»
- ۲۰۰۷. «هواشناسی قطبی: درک اثرات جهانی»
- ۲۰۰۶. «پیشگیری و کاهش فجایع طبیعی»
- ۲۰۰۵. «آب و هوا، اقلیم و آب و توسعه پایدار»
- ۲۰۰۴. «آب و هوا، اقلیم و آب در عصر اطلاعات»
- ۲۰۰۳. «اقلیم آینده»
- ۲۰۰۲. «کاهش آسیب‌پذیری به دلیل شرایط افراطی آب و هوا و اقلیم»
- ۲۰۰۱. «داوطلبان هوا و اقلیم و آب»
- ۲۰۰۰. «سازمان جهانی هواشناسی، ۵۰ سال خدمت»
- ۱۹۹۹. «آب و هوا، اقلیم و سلامت»
- ۱۹۹۸. «آب و هوا، اقیانوس‌ها و فعالیت‌های انسانی»
- ۱۹۹۷. «آب و هوا و آب در شهرها»
- ۱۹۹۶. «هواشناسی در خدمت ورزش»
- ۱۹۹۵. «خدمات عمومی آب و هوا»
- ۱۹۹۴. «مشاهده آب و هوا و اقلیم»
- ۱۹۹۳. «هواشناسی و انتقال تکنولوژی»
- ۱۹۹۲. «آب و هوا و خدمات اقلیم برای توسعه پایدار»
- ۱۹۹۱. «جو سیاره زمین»
- ۱۹۹۰. «کاهش فجایع طبیعی: چگونگی کمک خدمات هواشناسی و هیدرولوژی»
- ۱۹۸۹. «هواشناسی در خدمت هوانوردی»
- ۱۹۸۸. «هواشناسی و رسانه»
- ۱۹۸۷. «هواشناسی، مدلی از همکاری بین‌المللی»
- ۱۹۸۶. «تنوع اقلیمی، خشکسالی و بیابان‌زایی»
- ۱۹۸۵. «هواشناسی و امنیت عمومی»
- ۱۹۸۴. «هواشناسی و کمک به تولید غذا»
- ۱۹۸۳. «مشاهده‌گر آب و هوا»
- ۱۹۸۲. «مشاهده آب و هوا از فضا»
- ۱۹۸۱. «دیده‌بان آب و هوای جهان، ابزار توسعه»
- ۱۹۸۰. «انسان و تغییر و تنوع اقلیمی»
- ۱۹۷۹. «هواشناسی و انرژی»
- ۱۹۷۸. «هواشناسی و تحقیقات آینده»
- ۱۹۷۷. «آب و هوا و آب»
- ۱۹۷۶. «آب و هوا و غذا»
- ۱۹۷۵. «هواشناسی و ارتباط راه دور»
- ۱۹۷۴. «هواشناسی و توریسم»
- ۱۹۷۳. «یک صد سال همکاری بین‌المللی در هواشناسی»
- ۱۹۷۲. «هواشناسی و محیط انسانی»
- ۱۹۷۱. «هواشناسی و محیط انسانی»
- ۱۹۷۰. «آموزش هواشناسی»
- ۱۹۶۹. «ارزش اقتصادی خدمات هواشناسی»
- ۱۹۶۸. «هواشناسی و کشاورزی»
- ۱۹۶۷. «آب و هوا و آب»
- ۱۹۶۶. «دیدبان آب و هوای جهانی»
- ۱۹۶۵. «همکاری بین‌المللی در حوزه هواشناسی»
- ۱۹۶۴. «هواشناسی عامل توسعه اقتصادی»
- ۱۹۶۳. «حمل و نقل و هواشناسی» بویژه کاربرد آن در هوانوردی
- ۱۹۶۲. «مشارکت هواشناسی در کشاورزی و تولید غذا»
- ۱۹۶۱. «هواشناسی، تم‌های عمومی»